# 阿莫斯·歐提斯
阿莫斯·喬瑟夫·歐提斯（英語：Amos Joseph Otis，1947年4月26日—），為美國職棒大聯盟的外野手，生涯曾效力過大都會、皇家與海盜等隊。

## 職業生涯
1965年，歐提斯以游擊手身分加盟紅襪。不過後來他在一三壘還有外野都有進行守備。1966年11月，大都會招攬歐提斯加盟，並在隔年將他升上3A。他在1967年末完成大聯盟初登場，整年就出賽那麼一次。1969年，大都會一度想將歐提斯、艾德·克蘭普爾和Bob Heise交易到勇士換來喬·托瑞，不過隨著托瑞到了紅雀隊，這筆交易案也宣告結束。
大都會的總教練吉爾·霍吉斯想讓歐提斯擔任三壘手，結果他只當了四場比賽便被下放小聯盟。後來他在球季結束後，皇家隊用三壘手Joe Foy向大都會交易歐提斯。加入皇家隊後，歐提斯表現更上層樓。他連續四年入選全明星賽，更在1971年9月7日達成罕見的單場5次盜壘成功。
1971年，他以52次盜壘拿下美聯盜壘王。1973年敲出生涯最多的單季26轟，93分打點為生涯次高。皇家隊也靠著歐提斯的活躍，讓球隊成為一支擁有長期競爭力的隊伍。
1980年世界大賽，歐提斯繳出4成78，外帶3轟與7分打點的成績。不過皇家隊仍以2勝4敗輸給費城人。到了生涯後期，歐提斯的打擊能力開始下滑，身上傷痛也愈來愈多。最後球隊讓Willie Wilson頂替他的位置，並在1983年末將歐提斯交易到海盜。
1984年，歐提斯穩定的在海盜待完一個賽季後，默默地宣布退休，結束他的職棒生涯。之後他曾到教士和洛磯等隊擔任打擊指導，1990年代初，歐提斯承認他曾在比賽中使用夾心棒打擊。

## 生涯打擊成績
| 出賽次數 | 打席 | 打數 | 得分 | 安打 | 二安 | 三安 | 全壘打 | 打點 | 盜壘 | 保送 | 三振 | 打擊率 | 上壘率 | 長打率 | OPS  |
| -------- | ---- | ---- | ---- | ---- | ---- | ---- | ------ | ---- | ---- | ---- | ---- | ------ | ------ | ------ | ---- |
| 1998     | 8247 | 7299 | 1092 | 2020 | 374  | 66   | 193    | 1007 | 341  | 757  | 1008 | .277   | .343   | .425   | .768 |

## 外部連結
- 球員資訊和成績在MLB，ESPN，Baseball-Reference，Fangraphs（英文）